# Йорн Утзон
Йорн Утзон (дан. Jørn Utzon; 9 квітня 1918, Копенгаген — 29 листопада 2008, Копенгаген) — данський архітектор, найвідомішим проєктом якого стала будівля опери Сіднея.

## Біографія
Йерн Утзон народився в Копенгагені в сім'ї військово-морського інженера. В 1937–42 роках він вчився в Королівській Академії мистецтв Данії, де згодом проходив шестимісячне стажування в «батька модернізму» — фінського архітектора і дизайнера Алвара Аалто (1946), працював з основоположником так званої органічної архітектури американцем Франком Ллойдом Райтом, вивчав роботи шведа Еріка Гуннара Асплунда.
Власний офіс в Копенгагені Утсон відкрив вже в 1950 році.

### Сіднейська опера

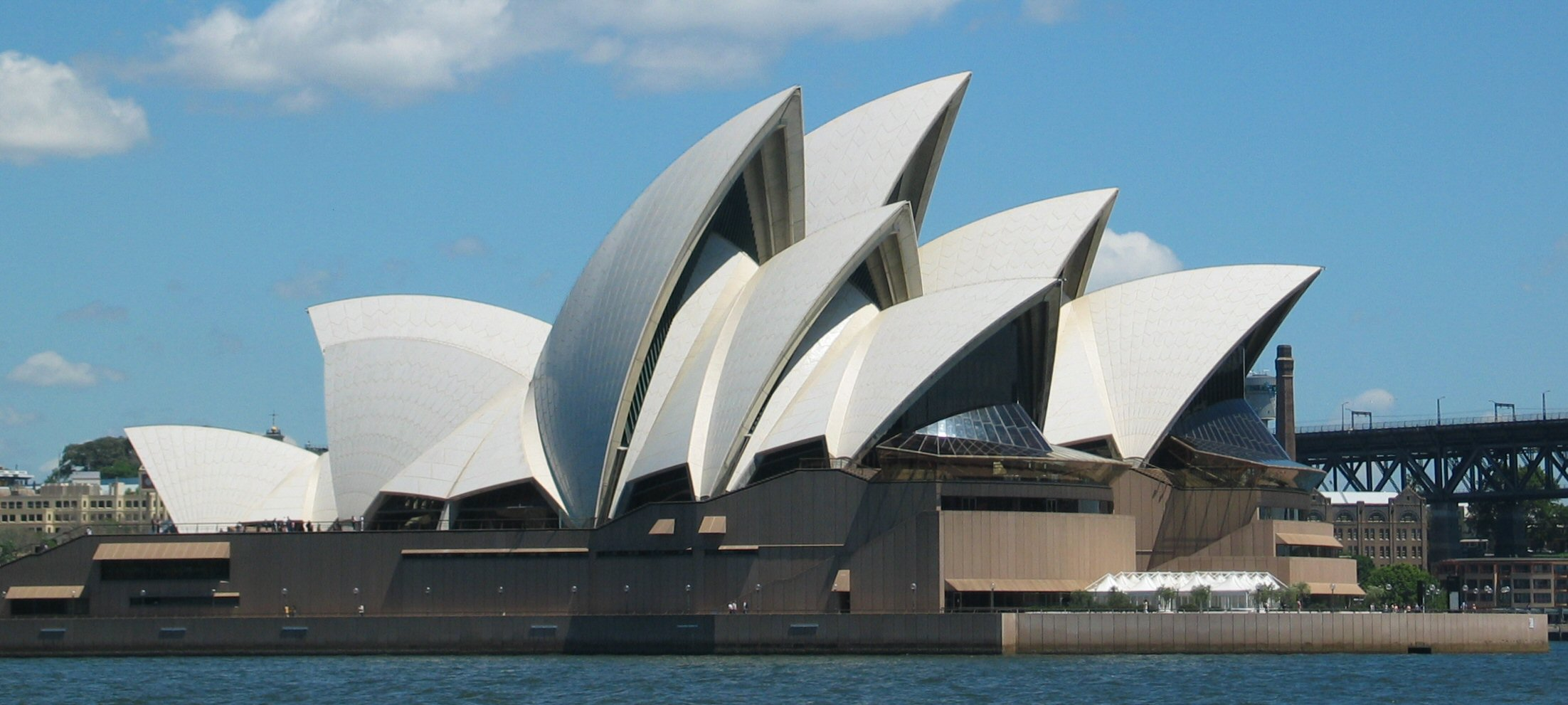
Сіднейський оперний театр

Утзон виграв конкурс на найкращий проєкт оперного театру в Сіднеї в 1957 році. Під час зведення споруди виникло чимало ускладнень, які змусили уряд відійти від первинних планів Утзона. В 1966 році архітектор відмовився від участі в останніх етапах будівництва через конфлікт з австралійською владою і залишив країну. Опера, що відкрилася в 1973 році, стала головною архітектурною пам'яткою Сіднея і однією з самих впізнанних сучасних будівель у всьому світі.
У 2003 році Утзон за проєкт опери в Сіднеї був удостоєний найпрестижнішою у світі архітектурної нагороди — Прітцкеровської премії. 2007 року Утзон став першим архітектором, чий проєкт був прижиттєво оголошений пам'ятником Світової спадщини ЮНЕСКО. А в 2008 році, коли Утзон відзначав 90-річчя, оперна трупа Сіднея і симфонічний оркестр записав для нього спеціальну версію вітальної пісеньки «Happy Birthday».

### Інші роботи архітектора
Окрім опери Сіднея на міжнародному рівні Утзону вдалося реалізувати лише ще один великий архітектурний проєкт — будівля Національної асамблеї в Кувейті, побудована в 1982 році. Проте в 1991 році Національна асамблея постраждала під час нападу Іраку на Кувейт, а відновлена після війни будівля сильно відрізнялася від первинного задуму архітектора.

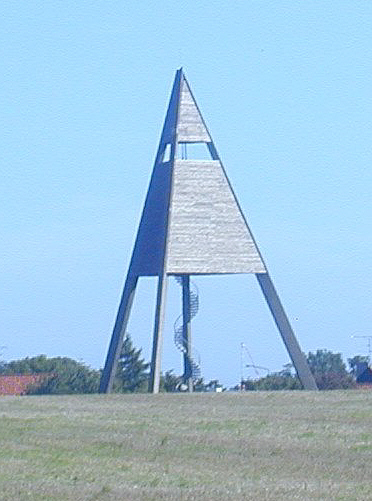
Водонапірна башта. Борнхольм, Данія.
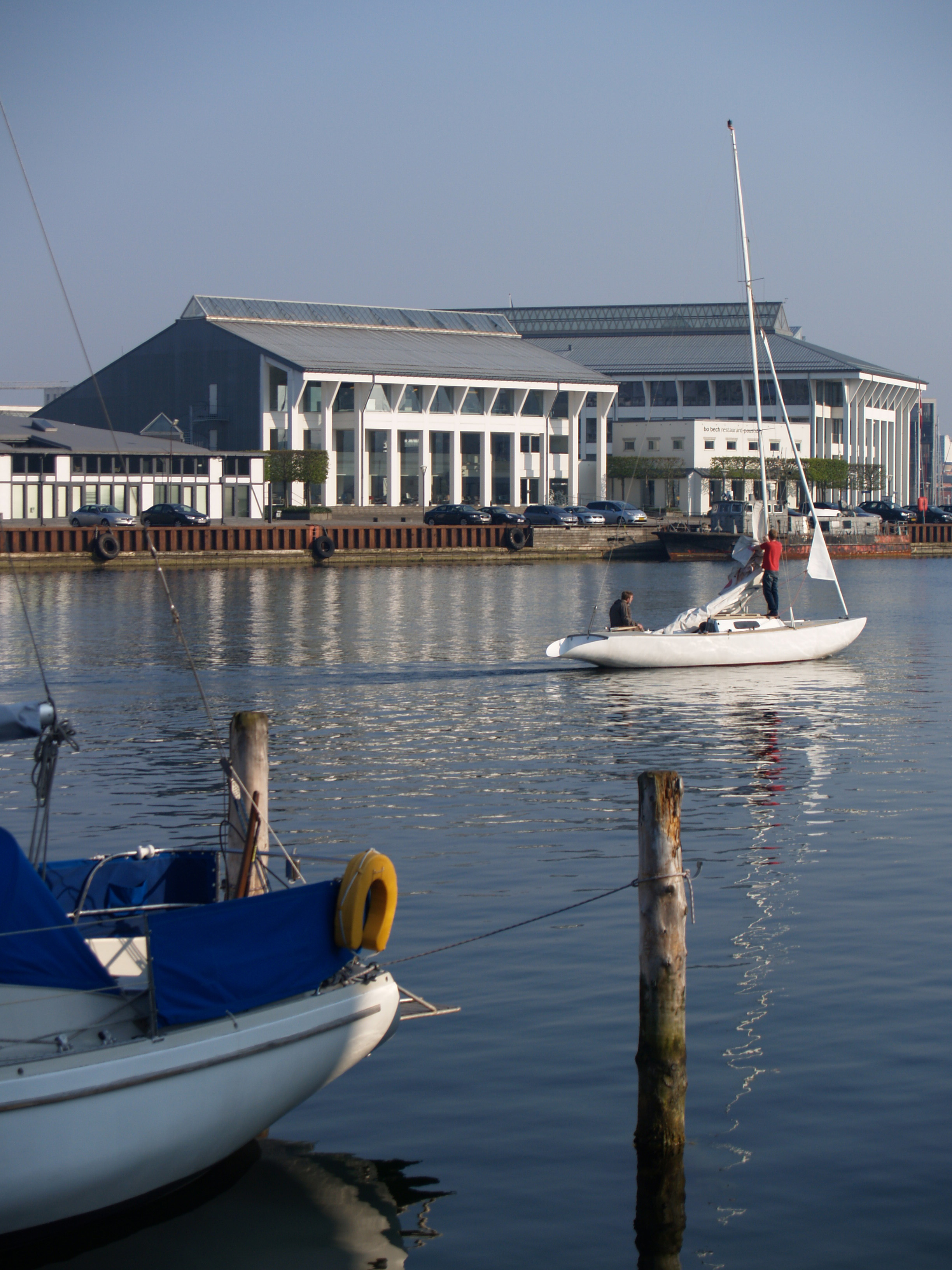
Копенгаген, Данія.
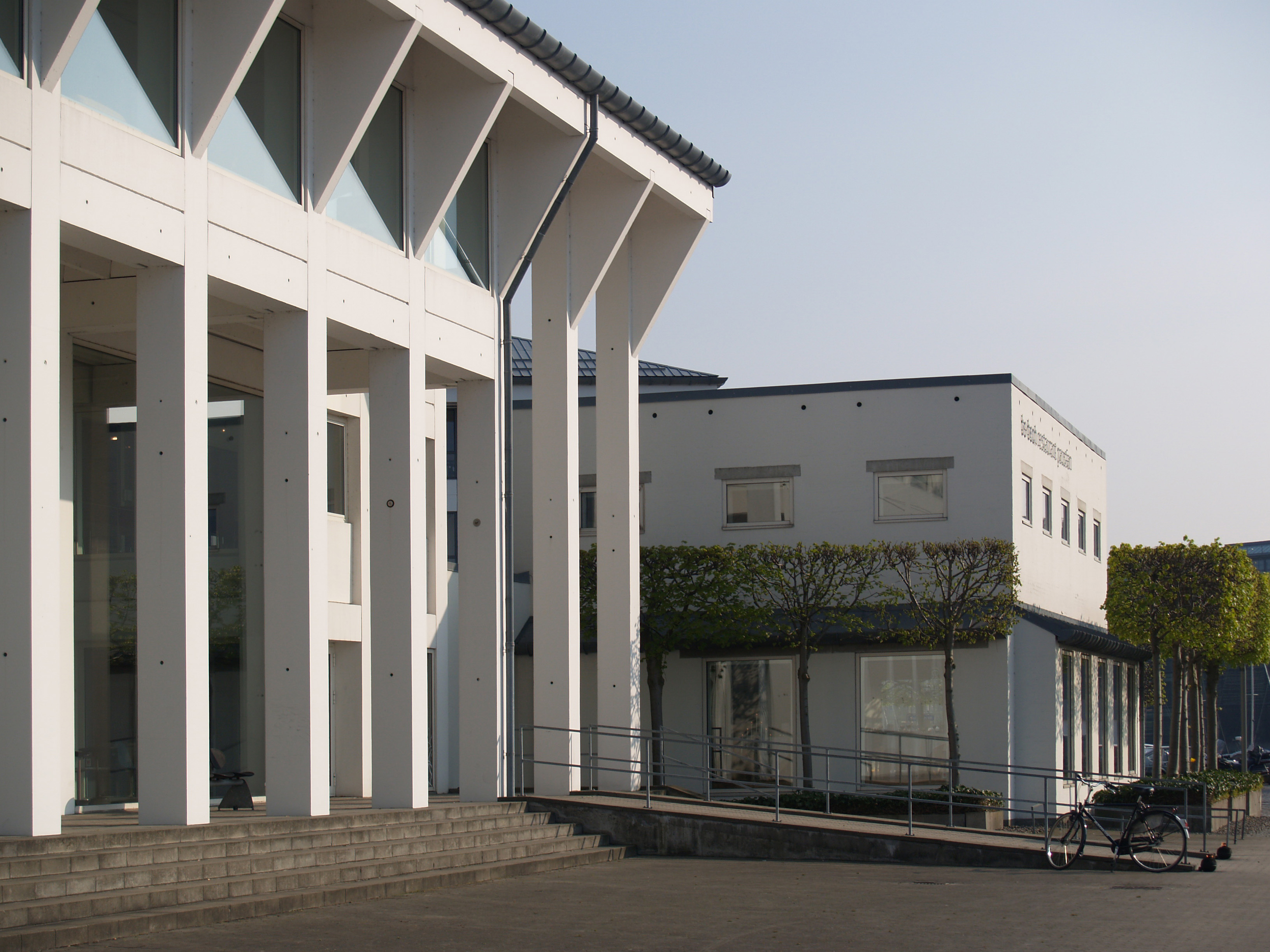
Копенгаген, Данія.
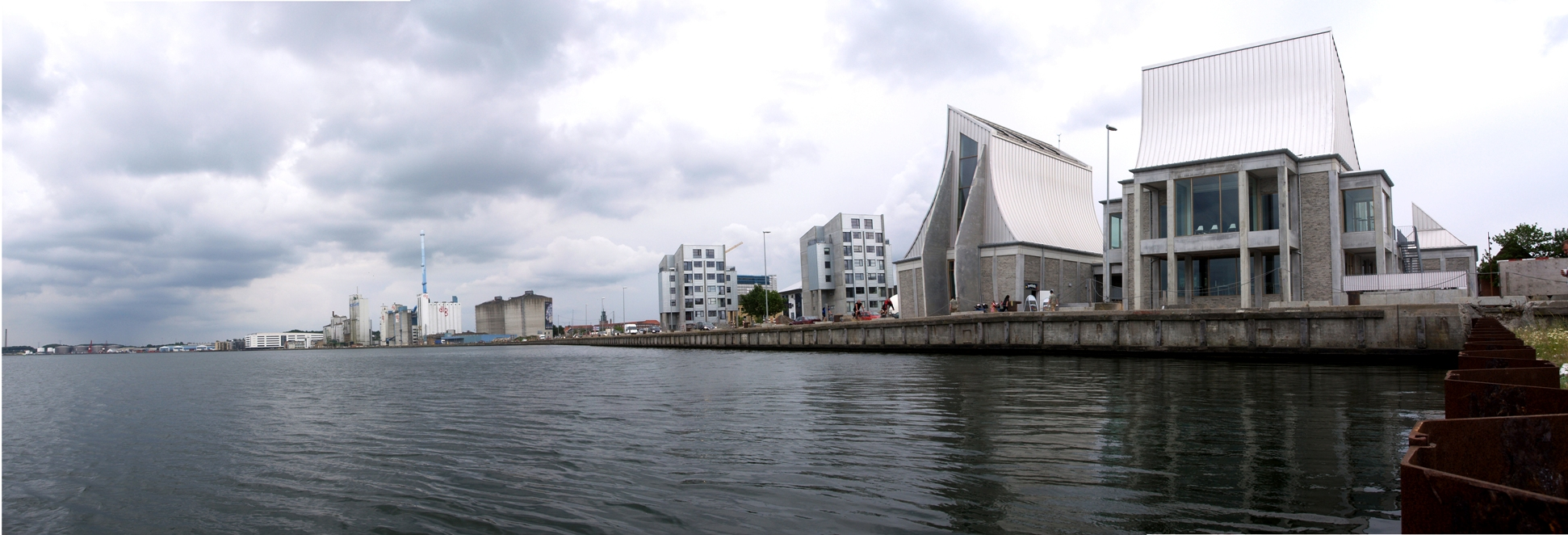
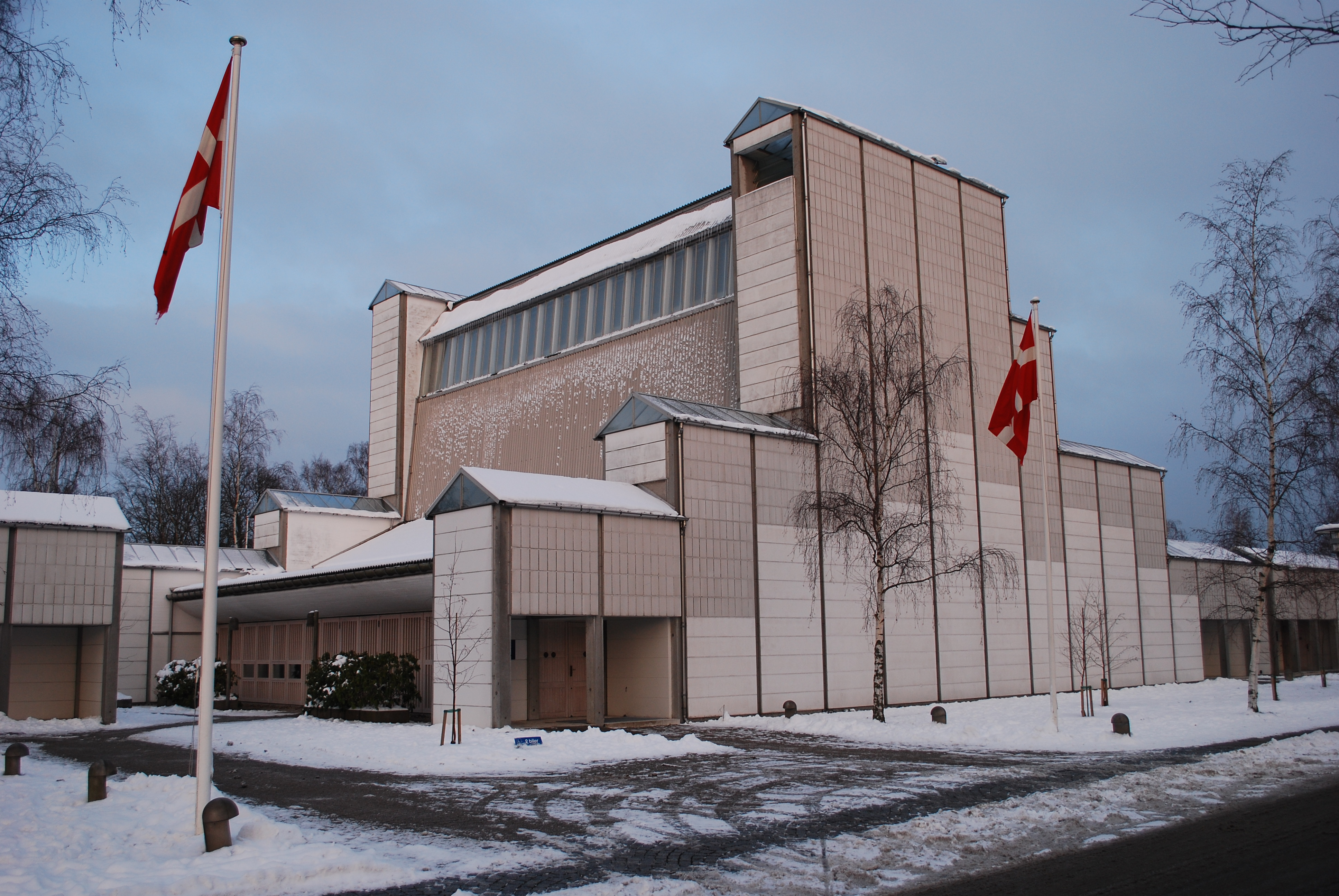

Утзон помер 29 листопада 2008 у віці 90 років в одній з лікарень Копенгагена від серцевої недостатності.

## Література

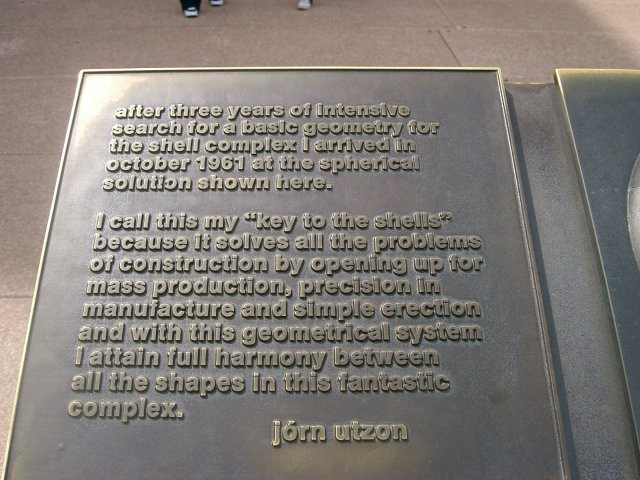
Дошка у Сіднейській опері